# Miguel Ángel Revilla

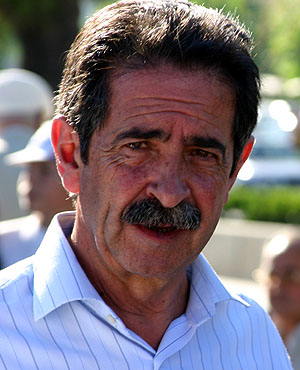
Miguel Angel Revilla, Presidente de Cantábria

Miguel Ángel Revilla Roiz (Polaciones, 23 de janeiro de 1943) é um político espanhol, presidente da Cantábria (2003-2011; 2015-2023) e líder do Partido Regionalista de Cantábria.
Divorciado, está casado com Aurora Díaz Abella (secretária da sede do PRC em Santander). Tem três filhas (duas de seu primeiro matrimônio).